# فاندا ميريلية
فاندا ميريلية (الاسم العلمي:Vanda merrillii) هي نوع من النباتات تتبع جنس الفاندا من الفصيلة السحلبية.